# Cora irene
Cora irene är en trollsländeart som beskrevs av Friedrich Ris 1918. Cora irene ingår i släktet Cora och familjen Polythoridae. Inga underarter finns listade i Catalogue of Life.